# Densità neutra
La densità neutra ( {\displaystyle \gamma ^{n}\,} ) è una variabile usata in oceanografia, introdotta nel 1997 da David R. Jackett e Trevor J. McDougall.
È funzione di tre variabili di stato (salinità, temperatura e pressione) e della localizzazione geografica (longitudine e latitudine); le sue unità di misura sono quelle tipiche della densità (M/V).
Le superfici di livello della {\displaystyle \gamma ^{n}\,} formano le "superfici di densità neutra", che sono le naturali interfacce degli strati che stratificano la circolazione abissale, assieme a cui si instaura il mescolamento laterale negli oceani. Queste superfici sono utilizzate nell'analisi dei dati oceanici e nei  modelli della circolazione oceanica.

La formazione delle superfici di densità neutra a partire da una data osservazione idrografica, richiede soltanto il ricorso a un codice computazionale (disponibile per Matlab e Fortran) che contiene l'algoritmo computazionale sviluppato da Jackett e McDougall.

## Formalismo matematico
Una superficie di densità neutra è la superficie lungo la quale si muove una data massa d'acqua, rimanendo neutra per quanto riguarda l'equilibrio idrostatico.
McDougall e Jackett hanno dimostrato che la perpendicolare alle superfici neutre è nella direzione di {\displaystyle \beta \nabla S-\alpha \nabla \theta }, dove S è la salinità, {\displaystyle \theta \,} è la temperatura potenziale, {\displaystyle \alpha \,} il coefficiente di dilatazione termica e {\displaystyle \beta \,} il coefficiente di concentrazione salina.

Le superfici neutre sono pertanto definite come le superfici perpendicolari in ogni punto al vettore {\displaystyle \rho (\beta \nabla S-\alpha \nabla \theta )}. Perché una tale superficie possa esistere, la sua elicità idrodinamica H deve essere uguale a zero; se questa condizione è rispettata, esiste uno scalare {\displaystyle \gamma ^{n}\,} che soddisfa la seguente formula:
{\displaystyle \nabla \gamma ^{n}\ =b\rho (\beta \nabla S-\alpha \nabla \theta );}                    (1)
dove b è un fattore scalare integrante che è funzione dello spazio.
Questa formula rappresenta un sistema accoppiato del primo ordine di equazioni differenziali alle derivate parziali che deve essere risolto per ottenere il valore richiesto di {\displaystyle \gamma ^{n}\,}. La soluzione dell'equazione (1) può essere ottenuta per via numerica.
Negli oceani reali, la condizione di elicità idrodinamica uguale a zero non è in genere esattamente soddisfatta. Per questo motivo, e anche a causa dei termini non lineari nell'equazione di stato, non è possibile creare analiticamente una superficie di densità neutra ben definita. Si avrà sempre un flusso attraverso le superfici calcolate a causa della presenza di una elicità neutra.
Si può pertanto ottenere solo una superficie neutra approssimata attraverso la quale non ci sono flussi di rilevanti proporzioni, ma è comunemente accettato che ci sia un flusso.

{\displaystyle \gamma ^{n}\,} è una funzione matematicamente ben definita e Jackett e McDougall hanno dimostrato che l'inaccuratezza dovuta alla non esatta neutralità è inferiore all'errore strumentale nella misura della densità. Le superfici di densità neutra si trovano all'interno di poche decine di metri di una superficie ideale di qualunque parte del mondo.
Per come {\displaystyle \gamma ^{n}\,} è stata definita, le superfici di densità neutra possono essere considerate l'analogo continuo delle superfici di densità potenziale, che sono definite per una serie di valori discreti della pressione.

## Dipendenza spaziale
Data la dipendenza spaziale della densità neutra, il suo calcolo richiede la conoscenza della distribuzione spaziale della temperatura e della salinità dell'oceano. Perciò la definizione di {\displaystyle \gamma ^{n}\,} deve essere collegata a un dataset idrografico globale, basato sulla climatologia degli oceani della Terra (vedi World Ocean Atlas).
In questo modo la soluzione dell'equazione (1) fornisce valori di {\displaystyle \gamma ^{n}\,} per un dataset globale di riferimento. La soluzione del sistema per un dataset ad alta risoluzione richiederebbe un enorme impegno computazionale. In questi casi il dataset originale può essere ridotto cosicché l'equazione (1) può essere risolta su insieme più limitato di dati.